# Tiro ai XV Giochi paralimpici estivi

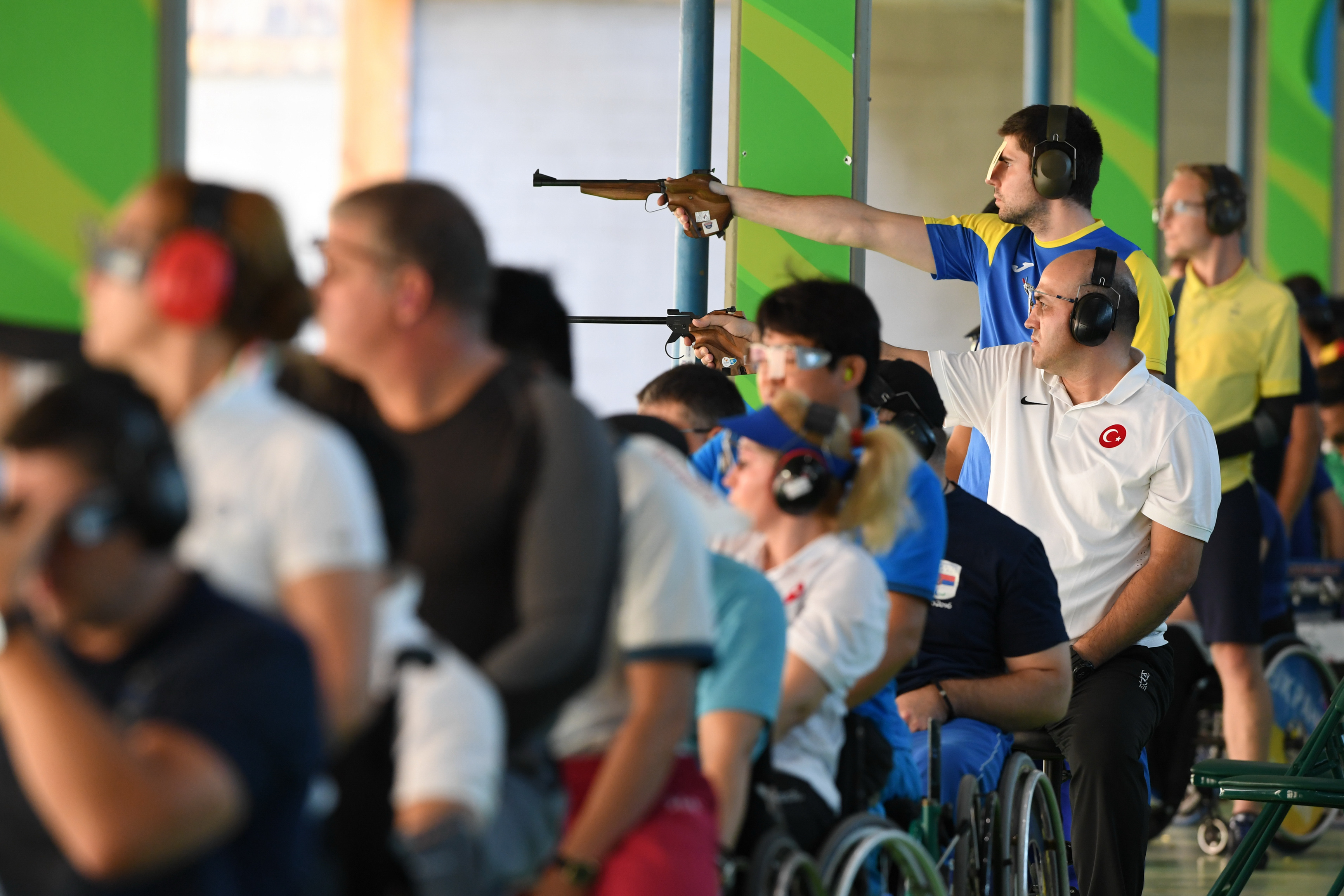
Prova di tiro con la pistola da 50 metri nella categoria mista SH1.

Le gare di tiro ai XV Giochi paralimpici estivi si sono svolte tra l'8 e il 14 settembre 2016 presso il Centro Nacional de Tiro. Le competizioni in programma erano dodici, di cui otto con la carabina e quattro con la pistola, e vi hanno preso parte 140 atleti.

## Formato
La classificazione delle gare è stata suddivisa in due gruppi:
- SH1, in cui hanno partecipato atleti che non richiedevano un supporto per l'arma;
- SH2, riservata alla carabina per atleti che avevano bisogno di un supporto per l'arma.[1]

Sei gare sono state giocate da uomini e donne contemporaneamente (competizioni miste).

## Calendario
| Uomini | 10 m carabina in piedi SH1 | 10 m pistola SH1 |                           |                  | 50 m carabina 3 posizioni SH1 |                               |                           | 3  |
| Donne  | 10 m carabina in piedi SH1 | 10 m pistola SH1 |                           |                  |                               | 50 m carabina 3 posizioni SH1 |                           | 3  |
| Miste  |                            |                  | 10 m carabina a terra SH1 | 25 m pistola SH1 |                               | 10 m carabina a terra SH1     | 50 m carabina a terra SH2 | 6  |
| Miste  | 10 m carabina in piedi SH2 | 50 m pistola SH2 |                           | 25 m pistola SH1 |                               | 10 m carabina a terra SH1     |                           | 6  |
| Totale | 2                          | 2                | 2                         | 1                | 1                             | 2                             | 2                         | 12 |

|  | Finali |

## Risultati

### Uomini
| Evento                           | Oro           | Punti    | Argento                 | Punti    | Bronzo           | Punti    |
| Carabina                         | Carabina      | Carabina | Carabina                | Carabina | Carabina         | Carabina |
| -------------------------------- | ------------- | -------- | ----------------------- | -------- | ---------------- | -------- |
| 10 m aria compressa in piedi SH1 | Dong Chao     | 205,8    | Abdulla Sultan Alaryani | 202,6    | Kim Suwan        | 181,7    |
| 50 m 3 posizioni SH1             | Laslo Suranji | 453,7    | Abdulla Sultan Alaryani | 451,6    | Doron Shaziri    | 437,5    |
| Pistola                          |               |          |                         |          |                  |          |
| 10 m aria compressa SH1          | Yang Chao     | 205,8    | Lee Ju-hee              | 202,6    | Server Ibragimov | 181,7    |

### Donne
| Evento                           | Oro                 | Punti    | Argento             | Punti    | Bronzo     | Punti    |
| Carabina                         | Carabina            | Carabina | Carabina            | Carabina | Carabina   | Carabina |
| -------------------------------- | ------------------- | -------- | ------------------- | -------- | ---------- | -------- |
| 10 m aria compressa in piedi SH1 | Veronika Vadovicova | 207,8    | Zhang Cuiping       | 206,3    | Yan Yaping | 183,6    |
| 50 m 3 posizioni SH1             | Zhang Cuiping       | 455,4    | Veronika Vadovicova | 449,4    | Lee Yunri  | 437,8    |
| Pistola                          |                     |          |                     |          |            |          |
| 10 m aria compressa SH1          | Veronika Vadovicova | 207,8    | Zhang Cuiping       | 206,3    | Yan Yaping | 183,6    |

### Miste
| Evento            | Oro                     | Punti      | Argento                 | Punti           | Bronzo           | Punti      |
| Carabina          | Carabina                | Carabina   | Carabina                | Carabina        | Carabina         | Carabina   |
| ----------------- | ----------------------- | ---------- | ----------------------- | --------------- | ---------------- | ---------- |
| 10 m a terra SH1  | Veronika Vadovicova     | 212,5      | Natascha Hiltrop        | 211,5           | Lee Jangho       | 189,7      |
| 10 m in piedi SH2 | Veselka Pevec           | 211,0      | Gorazd Tirsek           | 210,8           | Kim Geunsoo      | 189,4      |
| 10 m a terra SH2  | Vasyl Kovalchuk         | 211,7      | Kim Geunsoo             | 211,2           | McKenna Dahl     | 189,5      |
| 50 m a terra SH1  | Zhang Cuiping           | 206,8      | Abdulla Sultan Alaryani | 206,5           | Laslo Suranji    | 185,2      |
| Pistola           |                         |            |                         |                 |                  |            |
| 25 m SH1          | Huang Xing              | Huang Xing | Joackim Norberg         | Joackim Norberg | Lee Ju Hee       | Lee Ju Hee |
| 50 m SH1          | Sareh Javanmardidodmani | 189,5      | Yang Chao               | 186,5           | Oleksii Denysiuk | 160,8      |

## Medagliere
| Posizione | Paese               | Oro | Argento | Bronzo | Totale |
| --------- | ------------------- | --- | ------- | ------ | ------ |
| 1         | Cina                | 5   | 2       | 1      | 8      |
| 2         | Slovacchia          | 2   | 1       | 0      | 3      |
| 3         | Iran                | 2   | 0       | 0      | 2      |
| 4         | Ucraina             | 1   | 1       | 1      | 3      |
| 5         | Slovenia            | 1   | 1       | 0      | 2      |
| 6         | Serbia              | 1   | 0       | 1      | 2      |
| 7         | Emirati Arabi Uniti | 0   | 3       | 0      | 3      |
| 8         | Corea del Sud       | 0   | 2       | 5      | 7      |
| 9         | Germania            | 0   | 1       | 0      | 1      |
| 9         | Svezia              | 0   | 1       | 0      | 1      |
| 11        | Israele             | 0   | 0       | 1      | 1      |
| 11        | Turchia             | 0   | 0       | 1      | 1      |
| 11        | Stati Uniti         | 0   | 0       | 1      | 1      |
| 11        | Uzbekistan          | 0   | 0       | 1      | 1      |
| Totale    | Totale              | 12  | 12      | 12     | 36     |